# Laurel Bay
Laurel Bay es un lugar designado por el censo ubicado en el condado de Beaufort, en el estado estadounidense de Carolina del Sur. La localidad en el año 2000 tenía una población de 6.625 habitantes en una superficie de 14.5 km², con una densidad poblacional de 544.2 personas por km². 

## Geografía
Laurel Bay se encuentra ubicado en las coordenadas 32°27′28″N 80°47′26″O / 32.45778, -80.79056. Según la Oficina del Censo, el pueblo tiene un área total de 14,5 km² (5,6 mi²), de la cual 12,2 km² (4,7 mi²) es tierra y 2,3 km² (0,9 mi²) (15.77%) es agua.

### Localidades adyacentes
El siguiente diagrama muestra a las localidades en un radio de 20 kilómetros (12,4 mi) de Laurel Bay.

## Demografía
En el 2000 la renta per cápita promedia del hogar era de $40.777, y el ingreso promedio para una familia era de $39.236. El ingreso per cápita para la localidad era de $12.686. En 2000 los hombres tenían un ingreso per cápita de $28.512 contra $21.452 para las mujeres. Alrededor del 4.60% de la población estaba bajo el umbral de pobreza nacional. 